# داکوتا (فیلم)
«داکوتا» (انگلیسی: Dakota (film)) فیلمی در ژانر وسترن به کارگردانی جوزف کین است که در سال ۱۹۴۵ منتشر شد.

## بازیگران
- جان وین
- ورا رالستون
- والتر برنان
- وارد باند
- مایک مازورکی
- اونا مانسون
- گرانت ویثرز
- رابرت بلیک
- پال هرست
- فرد گراهام